# Solovăstru
Solovăstru là một xã thuộc hạt Mureș, România. Dân số thời điểm năm 2002 là 2844 người.